# وادي علان (السويداء)
وادي علان أو وادي علیان هو مجرى مائي يقع في محافظة السويداء، سوريا. يرتفع المجرى 701م عن سطح البحر قرب الحدود السورية الأردنية.